# Škoda 01T
Škoda 01T (також позначається T3M.0) – тип трамвая, створений в результаті модернізації чехословацького трамвая Tatra T3.

## Історія
У 1990-х роках плзеньська компанія Škoda також взялася за модернізацію трамваїв у Чехії, а плзеньська транспортна компанія вирішила замовити реконструкцію вагонів. 
Першим був модернізований Tatra T3 SUCS номер 246. 
Він був повністю модернізований в 1993–1995 роках (як один із перших трамваїв у Чехії). 
Тоді «Škoda» було доручено відновити ще 25 вагонів. 
У 2010 році дослідний зразок № 246 був знятий з експлуатації. 
У 2013 році вагони № 209 і 210 були зняті з регулярних рейсів через часті поламки і списані. 
13 вагонів (включно з прототипом) були перероблені в тип Vario LF у 2012-2014 рр. 
У 2015 році використання цього типу трамваю в Плзені припинено. 
Решта трамваїв були продані того ж року до Миколаєва, Україна 
..

## Модернізація
Всі вагони отримали нове електрообладнання Škoda з транзисторами IGBT. 
У першому оновленому вагоні (№ 246) таке обладнання було вперше. 
Було повністю оновлено кузов вагона, модернізовано салон (м'які сидіння, нові поручні, протиковзна підлога) та встановлено кабіну водія. Трамваї отримали напівпантограф, а перші два вагони під номерами 246 і 247 також мали відкидні двері 
.

## Поставки
Модернізація до типу Škoda 01T відбулася в 1993–1999 роках.
| Країна              | Місто               | Роки поставок       | Кіл-сть                                        | Номери рухомого складу | Примітки                              |       |
| ------------------- | ------------------- | ------------------- | ---------------------------------------------- | ---------------------- | ------------------------------------- | ----- |
| Чехія               | Плзень              | 1995–1999           | 209–216, 219–230, 237, 238, 241, 242, 246, 247 | 26                     | всі трамваї були зняті з експлуатації | [ 2 ] |
| Загальна кількість: | Загальна кількість: | Загальна кількість: | Загальна кількість:                            | 26                     |                                       |       |